# المراكشية 1 (عين السبيت)
المراكشية 1 هي إحدى مشيخات المملكة المغربية، تتبع جغرافيا لإقليم الخميسات وإداريًا لعين السبيت. يقدر عدد سكانها بـ 2163 نسمة حسب الإحصاء الرسمي للسكان والسكنى لسنة 2004.